# Frans Schollaert
François Victor Marie Ghislain (Frans) Schollaert (Wilsele, 19 augustus 1851 - Sainte-Adresse, 25 juni 1917) was een Belgisch katholiek politicus.

## Levensloop
Schollaert was een zoon van François Schollaert en Jeanne van den Schrieck. Hij was de broer van Louise Schollaert en de schoonbroer van Joris Helleputte. Zelf bleef hij ongehuwd.
Hij promoveerde tot doctor in de rechten en vestigde zich als advocaat aan de balie in Leuven. Van 1894 tot 1895 was hij stafhouder. In 1880 werd hij verkozen tot provincieraadslid voor het kanton Leuven. Van 1888 tot aan zijn overlijden was hij lid van de Kamer van volksvertegenwoordigers voor het arrondissement Leuven en van 1901 tot 1908 en van 1911 tot aan zijn overlijden, voorzitter van de Kamer. In 1890 was Schollaert medestichter van de Belgische Boerenbond. Bovendien was hij jarenlang ondervoorzitter en erevoorzitter van het Davidsfonds. Hij overleed ten gevolge van een nierziekte.

## Onderwijswetgeving
Van 1895 tot 1899 was hij minister van Binnenlandse Zaken. In deze functie was hij in 1895 nauw betrokken bij de onderwijswetgeving, zodat de in dat jaar gestemde schoolwet naar hem genoemd werd. Deze wet moet gezien worden in het licht van de eerste schoolstrijd. Na de liberale nederlaag van 1884 voerden de Katholieken met de Wet Schollaert een financiering in van het vrij basisonderwijs, gekoppeld aan een inspectie door rijksinspecteurs. Ook diende hij in 1903 een wetsvoorstel in om acht lesuren Nederlands te voorzien in het katholiek onderwijs.
In Leuven steunde hij in die periode Xavier Temmerman bij de oprichting van het Heilig Hartinstituut.

## Eerste minister
In 1908 werd Schollaert eerste minister. Hij combineerde deze functie van 1908 tot 1910 met Binnenlandse Zaken en Landbouw en van 1910 tot 1911 met Kunsten en Wetenschappen. In zijn eerste regering, die van 1908 tot 1910, ging de aandacht vooral naar de regeling rond de dienstplicht. Zeer tot woede van zijn meer conservatieve partijgenoot Charles Woeste bereikte Schollaert een compromis met de oppositie om de dienstplicht te beperken tot 1 zoon per gezin.
Tijdens de tweede regeerperiode, van 1910 tot 1911, kwam de nadruk opnieuw bij de financiering van het lager onderwijs te liggen. Het ambitieuze voorstel van zijn regering bestond in het toekennen van een schoolbon aan de ouders. Die schoolbons zouden dan aan de scholen gegeven worden, wat op zijn beurt middelen vrijmaakte voor die scholen naar verhouding van de schoolbons. De financierende overheid zouden de steden en gemeenten worden. Vooral in de grotere steden met socialistische en liberale verkozenen was het verplicht financieren van katholieke scholen een heikel punt. Een akkoord met de oppositie zoals rond de dienstplicht was niet haalbaar. Daarnaast wilde Schollaert via een amendement de leerplicht mee verwerken in zijn voorstel.
Binnen zijn eigen partij ging dit, opnieuw voor de rechtervleugel, te ver. De regering Schollaert kwam hierdoor in 1911 ten val. Zijn opvolger als minister van Kunsten en Wetenschappen Prosper Poullet zou in 1914 de leerplicht invoeren.
Zijn portret is in de leeszaal van de Kamer bewaard en is geschilderd door Emile Wauters.

## Andere ambten en activiteiten
Schollaert was verder:
- in 1899 voorzitter van de 2de Vlaamse afdeling van het Internationale Congres van de Kleine Burgerij in Antwerpen;
- in 1901 lid van de Commissie belast met de Studie van de Kwestie betreffende de Militaire Situatie van het Land;
- vanaf 1902 beheerder van de Kempense Vereniging ter Bevordering van de Mijnindustrie;
- van 1902 tot 1917 voorzitter van de raad van Beheer "NV Institut d'Héverlé";
- van 1904 tot 1914 voorzitter van de Centrale Commissie van Statistiek;
- van 1907 tot 1908 voorzitter van de Commission des XVII pour la Cession du Congo à la Belgique;
- van 1914 tot 1917 voorzitter van het Belgisch Comité van Hulp aan de Vluchtelingen Antwerpen/Comité officiel belge de Secours aux Réfugiés (COBSR), opgericht in Antwerpen in augustus 1914, heringesteld in Sainte-Adresse.

In 1907 werd Frans Schollaert benoemd tot minister van Staat.
Er is een Franz Schollaertstraat in Kessel-Lo. In de Palmerarchipel bij Antarctica is een zeestraat naar hem vernoemd.